# Gato-marmorado
O gato-marmorado ou gato-marmoreado (Pardofelis marmorata) é uma espécie de felino que habita a Reserva Florestal de Dermakot, na Malásia. Sua cauda é grande e provavelmente ajuda esse felino que é do tamanho de um gato doméstico a se equilibrar enquanto navega nas florestas do sudeste asiático à noite. Por ser um animal sorrateiro e ter um estilo de vida secreto, a espécie é uma das menos conhecidas entre todos os felinos. 